# Spoorlijn Conchil-le-Temple - Achiet-le-Petit
De Spoorlijn Conchil-le-Temple - Achiet-le-Petit was een Franse spoorlijn van Conchil-le-Temple naar Achiet-le-Petit. De lijn was 102,3 km lang.

## Geschiedenis
De lijn werd aangelegd door de British Expeditionary Force en in twee gedeeltes geopend, van Candas naar Achiet-le-Petit in 1916 en van Conchil-le-Temple naar Candas in 1918 ten behoeve van transport van troepen en materieel. De lijn vormde een verbinding tussen de spoorlijn Longueau - Boulogne-Ville en de spoorlijn Paris-Nord - Lille. Na het beëindigen van de Eerste Wereldoorlog werd de lijn gesloten en opgebroken.

## Aansluitingen
In de volgende plaatsen is of was er een aansluiting op de volgende spoorlijnen:
Conchil-le-Temple
RFN 311 000, spoorlijn tussen Longueau en Boulogne-Ville
Conteville
RFN 289 000, spoorlijn tussen Fives en Abbeville
Candas
RFN 305 000, spoorlijn tussen Saint-Roch en Frévent
Beaussart
lijn tussen Beaussart en Aveluy
Colincamps
lijn tussen Doullens en Colincamps
Achiet-le-Petit
RFN 272 000, spoorlijn tussen Paris-Nord en Lille